# Georges Bourgeot
Pour les articles homonymes, voir Bourgeot.

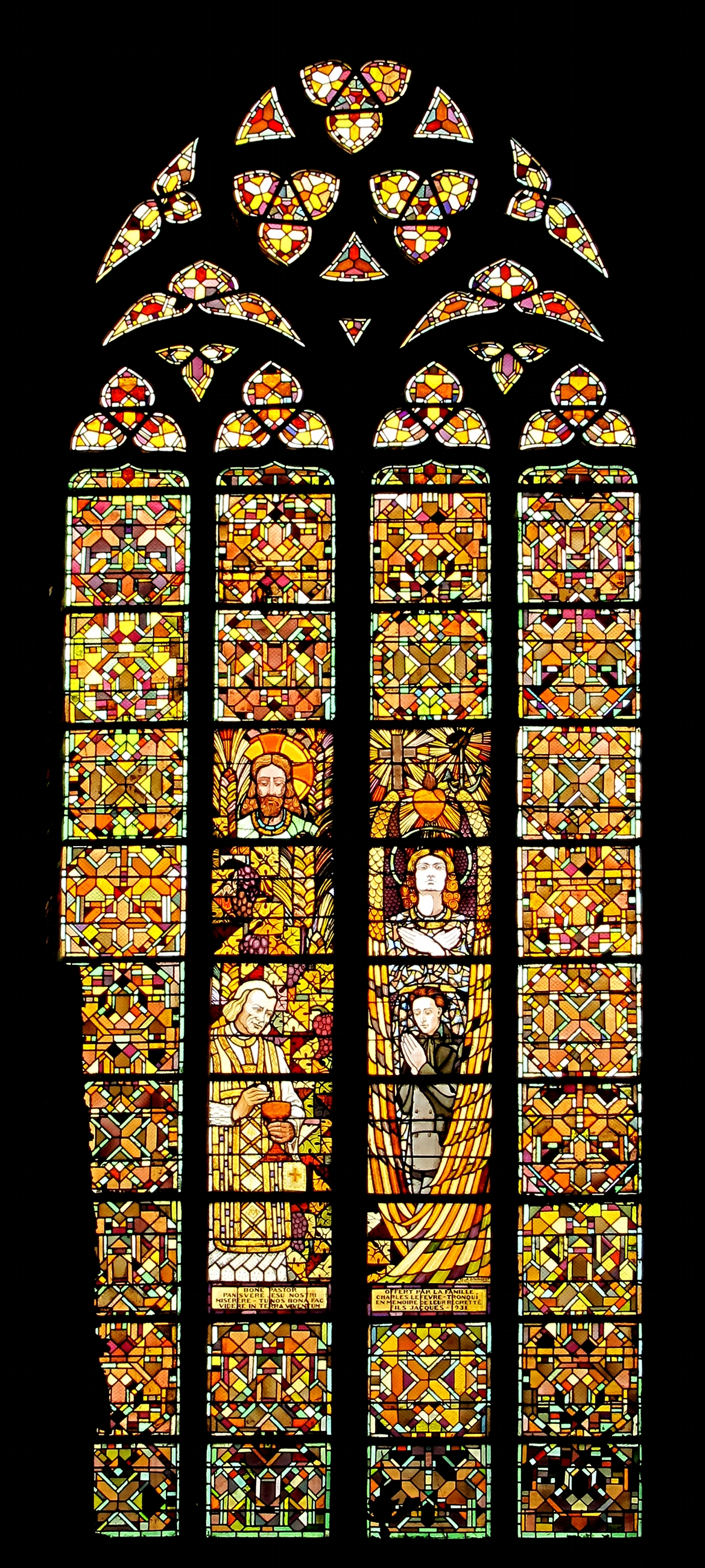
Vitraux art déco de la basilique de Saint-Quentin par Georges Bourgeot

Georges Bourgeot, né à Paris le 25 octobre 1876, où il est mort le 25 juillet 1955, est un peintre verrier et céramiste français.

## Biographie
Élève de Eugène Grasset, Georges Bourgeot expose au Salon des artistes français, à la Société nationale des beaux-arts et aux Artistes décorateurs et obtient en 1906 le Grand prix de Milan puis en 1907 celui de Londres et en 1909, le Grand prix de Copenhague. 
Médaille d'or et Grand prix de Turin (1911) puis de Barcelone (1923), il devient en 1925 membre du jury d'admission du Grand prix. 
Ses œuvres ont été acquises par l’État.
Il est inhumé au cimetière communal de Montreuil.